# Jarosita
La jarosita és un mineral de la classe dels sulfats. Va ser descoberta originàriament el 1852 per August Breithaupt al barranc del Jaroso, a la serra d'Almagrera (Almeria), Espanya. També és coneguda amb el nom de pedra d'alum. Pertany al grup alunita de minerals.

## Característiques
La jarosita és un mineral compost de sulfat de potassi i ferro hidratat bàsic, la fórmula química de la qual és KFe3+₃(SO₄)₂(OH)₆. Té una estructura cristal·lina trigonal i és trencadissa, amb fractura basal. La seva duresa oscil·la entre 2,5 a 3,5 en l'escala de Mohs, i té una gravetat específica de 3,15 a 3,26. A vegades, es pot confondre amb la limonita o goetita, amb les quals es troba comunament en el gossan. La jarosita és un anàleg de ferro del sulfat d'alumini i potassi, l'alunita. Forma una sèrie de solució sòlida amb la natrojarosita.
Segons la classificació de Nickel-Strunz, la jarosita pertany a «07.BC: sulfats (selenats, etc.), amb anions addicionals, sense H₂O, amb cations de mida mitjana i gran», juntament amb els minerals següents: ansita, alunita, ammonioalunita, ammoniojarosita, argentojarosita, beaverita-(Cu), dorallcharita, huangita, hidroniojarosita, natroalunita-2c, natroalunita, natrojarosita, osarizawaïta, plumbojarosita, schlossmacherita, walthierita, beaverita-(Zn), ye'elimita, atlasovita, nabokoita, clorothionita, euclorina, fedotovita, kamchatkita, piypita, klyuchevskita, alumoklyuchevskita, caledonita, wherryita, mammothita, linarita, schmiederita, munakataita, chenita, krivovichevita i anhidrocaïnita.
S'utilitza com a hemostàtic després de l'afaitat i s'havia fet servir com a cosmètic en l'antic Egipte o com a pigment groc per a decorar els murs del temple de Karnak.

## Formació i jaciments
Aquest mineral es forma en dipòsits de mena per l'oxidació de sulfurs de ferro. L'aparició de jarosita al sòl s'associa a les aigües termals de caràcter àcid (pH per sota de 6); per tant, la seva presència indica l'existència d'aigua durant la seva formació.
L'any 2004, el ròver Opportunity va detectar jarosita a Mart amb un espectròmetre Mössbauer, cosa que es va interpretar com una prova de l'existència de grans quantitats d'aigua líquida a Mart en el passat.
Als territoris de parla catalana se n'ha trobat jarosita a les mines de Rocabruna, a Bruguers (Gavà, Garraf), a les mines de Can Palomeres (Malgrat de Mar, Maresme), a la pedrera Rialls (Tordera), a la pedrera Berta (El Papiol, Baix Llobregat), al Turó de Montcada (Montcada i Reixac, Vallès Occidental), a Les Ferreres (Rocabruna, Camprodon), a la mina Solita (Peramea, Baix Pallars), a la mina Atrevida (Vimbodí, Conca de Barberà), a la mina La Cresta (Bellmunt del Priorat), a la mina Botalaria (Borriol), a San José (Chóvar), a la mina La Murta (Vall d'Uixó), a Argelers de la Marenda (Serra de l'Albera), a Fontcoberta (Caixas), a Oms i a Roca Gelera (Reiners).
Recentment, s'han descobert unes misterioses esferes d'argila de fins a 5 centímetres de diàmetre cobertes de jarosita, sota el temple de la Serp Emplumada, una antiga piràmide escalonada de sis nivells que es troba a Mèxic.

## Varietats
Es coneixen dues varietats de jarosita:
- La calcio-jarosita, una varietat amb calci de la jarosita, amb fórmula CaFe3+₆(SO₄)₄(OH)₁₂, que probablement es tracta d'una jarosita amb impureses.[6]
- La kolosorukita, una varietat de jarosita amb un baix contingut de Fe3+, descrita originàriament a Kolosoruk, Bohèmia, República Txeca.[7]